# Benito Juárez, San Mateo Yucutindoo
Benito Juárez är en ort i Mexiko.   Den ligger i kommunen San Mateo Yucutindoo och delstaten Oaxaca, i den sydöstra delen av landet, 300 km sydost om huvudstaden Mexico City. Benito Juárez ligger 945 meter över havet och antalet invånare är 287.
Terrängen runt Benito Juárez är bergig åt nordväst, men åt sydost är den kuperad. Runt Benito Juárez är det glesbefolkat, med 13 invånare per kvadratkilometer. Närmaste större samhälle är Llano Nuevo, 10,9 km söder om Benito Juárez. I omgivningarna runt Benito Juárez växer huvudsakligen savannskog.